# Бак (кратер)
Кратер Бак је ударни метеорски кратер на површини планете Венере. Налази се на координатама 5,75° јужно и 10,4° западно (планетоцентрични координатни систем +Е 0—360) и има пречник од 21,8 км.
Кратер је име добио у част америчке књижевнице и добитнице Нобелове награде за књижевност 1938. Перл Бак (1892—1973), а име кратера је 1991. усвојила Међународна астрономска унија.
Дно кратера на радарским снимцима изгледа глатко и тамније, зидови су терасасти, а у средини се налази централни врх који је неуобичајено висок. Сматра се комплексним кратером. Око кратера се налази светлији прстенасти појас од вероватно избаченог материјала услед удара, док је све окружено тамнијим прстеном.